# Sol2

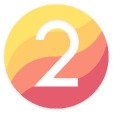

SOL2 (Streekomroep Limburg 2)  is de lokale omroep van de gemeente Echt-Susteren in Limburg. De omroep is in 2018 ontstaan, nadat de Lokale Omroep Echt-Susteren (LOES) in hetzelfde jaar werd opgeheven.

## Geschiedenis
De eerdere lokale omroep, opvolger van TVEcht en LATE, kent een roerige geschiedenis en hoog personeelsverloop. Zoals zovele omroepen kende LOES hoogtijdagen en enorm veel draagvlak binnen de gemeenschap. Maar kwam ook vaak negatief in het nieuws door opstandige medewerkers, machtsovernames, discutabele bestuurders met politieke ambities en wanbeleid. Dit leidde ten slotte tot een nagenoeg bankroete stichting in 2018. Toen het laatste bestuur het zinkend schip verliet, stak een klein en gedreven team vrijwilligers de handen uit de mouwen en probeerde te redden wat te redden viel. Er werd een intermediair bestuur geïnstalleerd dat allereerst inventariseerde en ten slotte saneerde. Dit was een uitdrukkelijke wens van de gemeente.
LOES werd uiteindelijk in 2019 opgeheven.

## SOL2
Omdat het intermediair bestuur ook al bezig was met de oprichting en realisatie van de nieuwe omroep SOL2 liepen veel zaken in elkaar over. In het kader van samenwerking werd het intermediaire bestuur verzocht om samenwerking te zoeken met aangrenzende gemeentes en haar omroepen. Deze werd gevonden bij OR6 (omroep van Roerdalen). De beoogde samenwerking werd echter ter elfder ure afgeblazen. De omroep ging op eigen kracht verder. Vervolgens ging men op zoek naar een geschikte uitzend lokatie. Deze werd gevonden in het Connect College. Na een verbouwing (gedeeltelijk door vrijwilligers en lokale ondernemers gerealiseerd) begon de omroep voorzichtig met Tekst TV en 24-7 radio uitzendingen. Op eerste kerstdag 2020 werd de eerste (co)productie uitgezonden.
Toen de gemeente in 2023 besloot om de school te verbouwen bleek er geen mogelijkheid meer om SOL2 te huisvesten. Er werd er een ander onderkomen gevonden in het aloude Banderthof. Sinds mei 2025 is daar de nieuwe studio geïnstalleerd.

## Programmering
SOL2 Radio is 24 uur per dag en 7 dagen per week te beluisteren. De programmering bestaat voornamelijk uit muziek en regionieuws. De omroep zendt uit via 106,9 FM en is te horen in Midden-Limburg.
Op de website van de lokale omroep is het laatste nieuws uit Echt-Susteren te vinden. De omroep heeft op tv ook een kabelkrant waar het laatste nieuws te lezen is.
Verder maakt de omroep deel uit van de samenwerking VML. VML is, met het oog op de nieuwe mediawet, opgericht en gericht op het meer objectief en onafhankelijk verstrekken van lokale en regionale nieuwsgaring zonder inmenging van derden.